# Funky Kingston
Funky Kingston är ett musikalbum av den jamaicanska reggaegruppen Toots and the Maytals, utgivet 1973. Det producerades av Chris Blackwell. Albumet har utgivits i två väldigt olika utgåvor, dock med samma omslag och låten "Funky Kingston" på båda album. Den första utgåvan gavs ut på det av Island Records ägda bolaget Dragon Records i Storbritannien och Jamaica. 1975 släpptes den andra versionen av albumet i USA på Mango Records, där förutom titelspåret bara "Pomp and Pride" och "Louie, Louie" ingick från originalutgåvan. Man lade istället till ett flertal spår från albumet In the Dark, samt "Pressure Drop", en singel från 1969 som blev internationellt känd i och med att den fanns med i filmen The Harder They Come.
Det här albumet blev gruppens internationella debut och räknas idag som ett klassiskt reggaealbum. 

## Låtlista
Låtar utan upphovsman skrivna av Toots Hibbert.
1973 års version
1. "Sit Right Down" - 4:44
2. "Pomp and Pride" - 4:30
3. "Louie, Louie" (Richard Berry) - 5:46
4. "I Can't Believe" (Ike Turner) - 3:29
5. "Redemption Song" - 3:26
6. "Daddy's Home" (James Sheppard/Clarence Bassett/Charles Baskerville) - 5:05
7. "Funky Kingston" - 4:54
8. "It Was Written Down" - 3:04

1975 års version
1. "Time Tough" - 4:21
2. "In the Dark" - 2:46
3. "Funky Kingston" - 4:55
4. "Love Is Gonna Let Me Down" - 3:14
5. "Louie, Louie" (Richard Berry) - 3:30
6. "Pomps and Pride" - 4:30
7. "Got to Be There" - 3:04
8. "Country Road" (Bill Danoff/John Denver/Taffy Nivert) - 3:21
9. "Pressure Drop" - 3:43
10. "Sailing On" - 3:32

## Listplaceringar
- Billboard 200, USA: #164 (1975 års utgåva)[1]